# دانا سامر
دانا سامر (به انگلیسی: Donna Summer) با نام اصلی لادانا آدریان گینز (LaDonna Adrian Gaines) (زادهٔ ۳۱ دسامبر ۱۹۴۸ – درگذشتهٔ ۱۷ مه ۲۰۱۲)، خواننده آمریکایی، معروف به ملکه موسیقی دیسکو بود.
او در سن ۶۳ سالگی بر اثر سرطان ریه درگذشت.

## زندگی
دانا سامر در سال ۱۹۴۸ در ماساچوست به دنیا آمد و فعالیت حرفه‌ای اش را به عنوان خواننده پس زمینه در سال ۱۹۷۰ در گروهی سه نفر آغاز کرد.
سامر زندگی کاری خود را بر روی صحنه یک تئاتر موزیکال آغاز کرد. اولین آهنگ سامر در سال ۱۹۷۱ به بازار آمد و ترانه «عاشق اینم که عاشقت باشم عزیزم» سامر در سال ۱۹۶۵ شهرت و محبوبیت فراوان یافت. البته پخش این آهنگ از سوی برخی ایستگاه‌های رادیویی ممنوع شد.
سامر نخستین تک‌آهنگ انفرادی اش را در سال ۱۹۷۱ و نخستین آلبوم انفرادی اش را در سال ۱۹۷۴ منتشر کرد.
او در اواخر دهه هفتاد به یکی از محبوب‌ترین ستاره‌های موسیقی دیسکو و رقص تبدیل شد و به «ملکه موسیقی دیسکو» مشهور بود

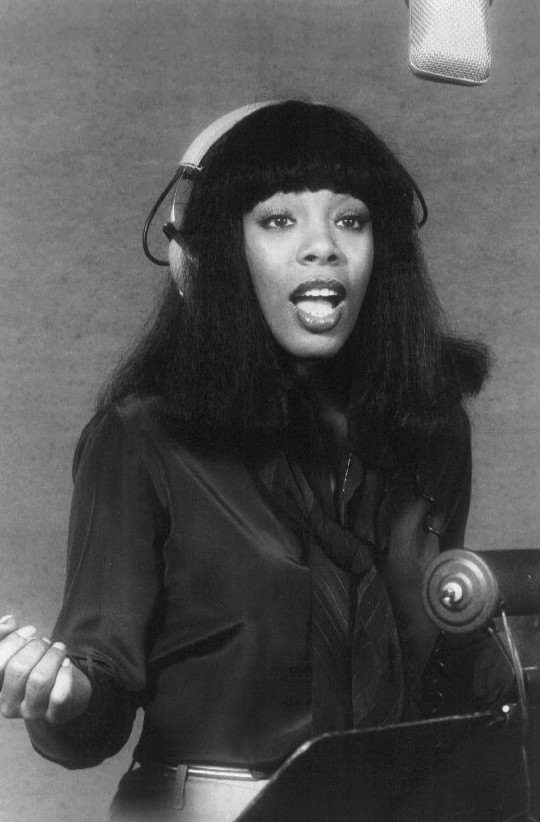
در سال ۱۹۷۷

سامر در طول فعالیت حرفه‌ای خود ۵ بار به جایزه گرمی دست یافت و ۱۲ بار برای دریافت آن نامزد شد. او نخستین خواننده سیاه پوست بود که در بخش راک جایزه گرمی به دست آورد.
دانا سامر تا اواسط دهه ۱۹۸۰ که هنوز موسیقی دیسکو محبوب بود، بسیار فعال بود و هر سال یک صفحه جدید منتشر می‌کرد. با این حال در سال‌های بعد با وجود کاهش محبوبیت موسیقی دیسکو بارها بر روی صحنه حضور یافت و سال‌های اخیر کنسرت اجرا می‌کرد.
بسیاری از خوانندگان پس از سامر از جمله مدونا، ویتنی هوستون و دیوید گتا تأثیر فراوانی از او گرفته بودند. تعدادی از آهنگهای او را بروس اسپرینگستین، خواننده مشهور راک ساخته است.
سامر ترانه‌های معروف و محبوبی چون «عشق را حس می‌کنم» و «آخرین رقص» را در کارنامه خود دارد.
سامر که گزارش شده به بیماری سرطان مبتلا بوده، همراه با همسرش، بروس سودانو در فلوریدا زندگی می‌کرد.

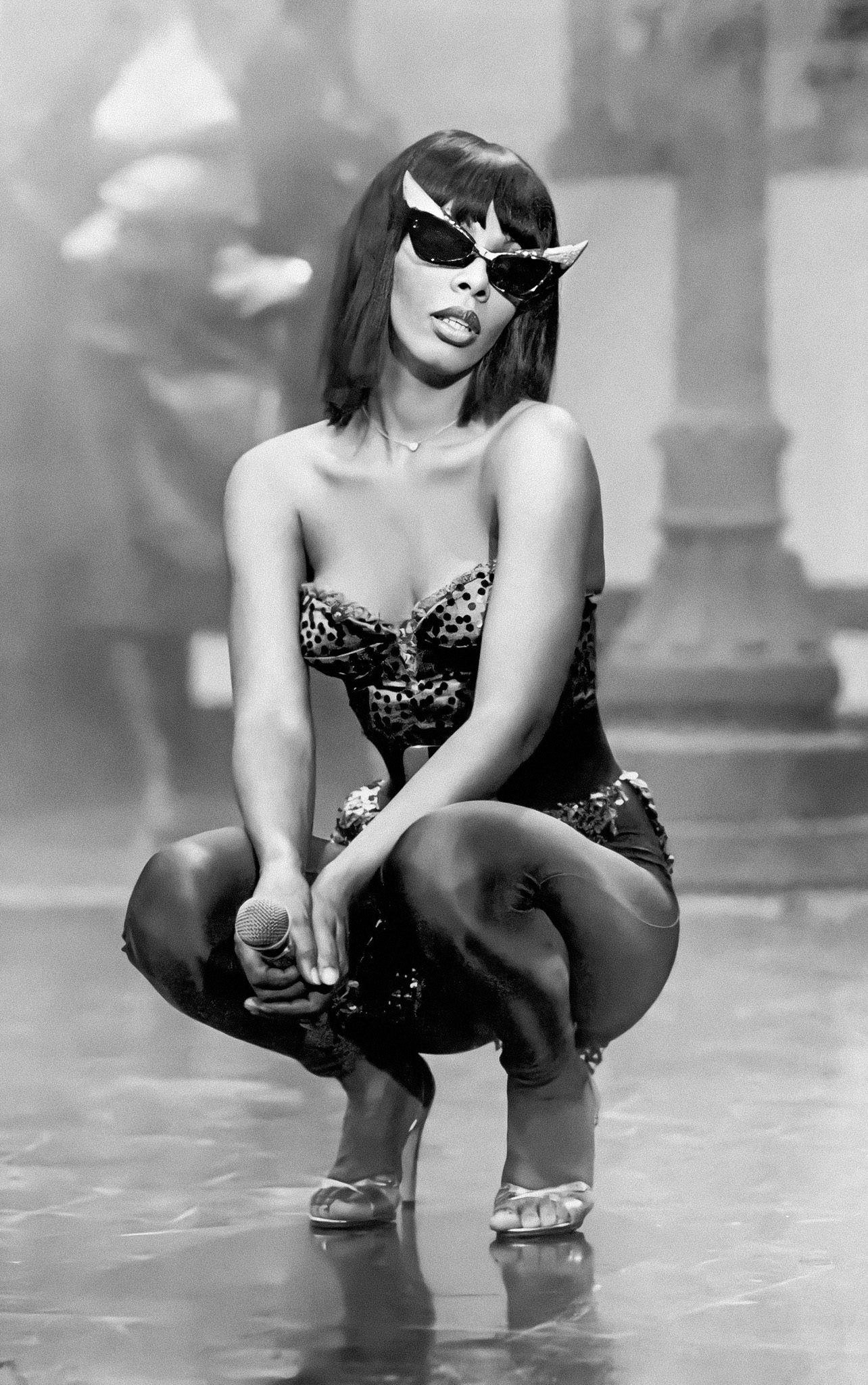

وی صبح روز پنجشنبه ۱۷ مه ۲۰۱۲ در سن ۶۳ سالگی درگذشت. مراسم خاکسپاری اش در شهر نشویل، در ایالت تنسی آمریکا با حضور اعضای خانواده و دوستان وی برگزار شد. در این مراسم نزدیک به هزار مهمان شرکت کرده بودند که در میان آنان چهره‌های سرشناس دنیای موسیقی نظیر جورجو مورودر، تهیه‌کننده و از دوستان صمیمی دانا سامر و تونی اورلاندو خوانندهٔ موفق دههٔ ۷۰ میلادی به چشم می‌خوردند. پیکرش در تابوتی پوشیده از گل‌های رز قرار داده شده بود و شماری از دوستان نزدیک و اعضای خانواده از جمله خواهر وی سخنانی را در این مراسم ایراد کردند.

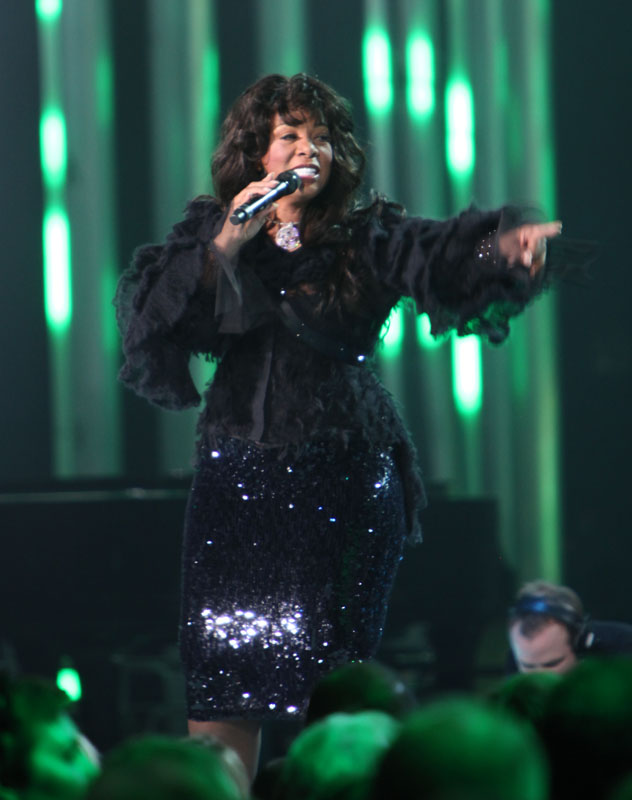
در سال ۲۰۰۹

## جستارهای ویژه
- جورجو مورودر
- گفن رکوردز